# Sint-Jacobskerk (Montauban)

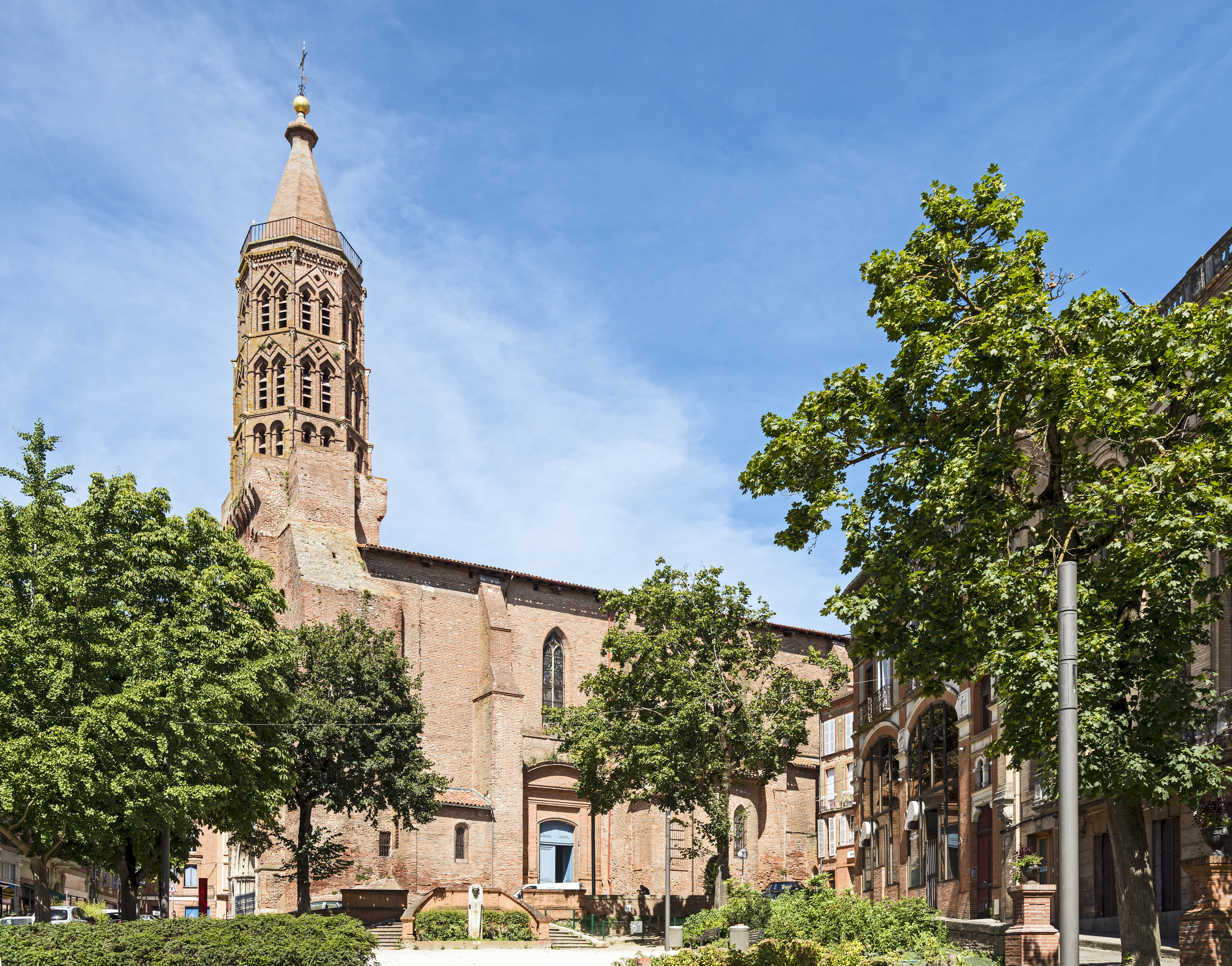
Église Saint-Jacques

De Sint-Jacobskerk (Frans: Église Saint-Jacques) is een gotische kerk uit de 13e eeuw in de Franse stad Montauban en de voormalige kathedraal van het bisdom Montauban.

## Geschiedenis
Een eerste kerk op deze plaats werd gebouwd in de eerste helft van de 12e eeuw. Deze werd vervangen in de 13e eeuw door de huidige gotische kerk. De bouw begon in 1241 en werd gefinancierd door rijke burgers uit de stad. De bouw duurde tot de 15e eeuw waarbij de kerk nog werd vergroot en de toren boven het ingangsportaal werd gebouwd. Naast een cultusplaats was de kerk ook een centrum van het bestuur van de stad. Zo werden de consuls van de stad er gekozen. Tijdens de Hugenotenoorlogen was Montauban een bolwerk van de protestanten. Het schip van de kerk werd gebruikt als buskruitfabriek, het koor als versterkte post en de toren als uitkijkpost tijdens de mislukte belegering van de stad door een koninklijk leger in 1621. De kerk raakte beschadigd door kanonskogels. Acht jaar later deed het leger van de koning toch zijn intrede in de stad en kardinaal de Richelieu hield een Te Deum in de kerk als dank voor de overwinning. Hij beval de wederopbouw van de kerk. Dit gebeurde in de oorspronkelijke stijl. Van 1629 tot 1739, toen de nieuwe kathedraal Notre-Dame klaar was, deed de Saint-Jacques ook dienst als kathedraal van het bisdom Montauban. In de 18e eeuw kreeg de kerk zijportalen en in de 19e eeuw een neoromaanse façade.
Sinds 1918 is de kerk beschermd als historisch monument.

## Beschrijving
De gotische kerk is gebouwd met de roze baksteen van de streek en de achthoekige toren is ook typisch voor de streek van Toulouse. De façade heeft een groot gekleurd mozaïek. Het schip met vijf traveeën is bekroond met een ribgewelf en is net als het koor versierd met muurschilderingen. Het koor eindigt in een abside met zeven zijden.

## Afbeeldingen

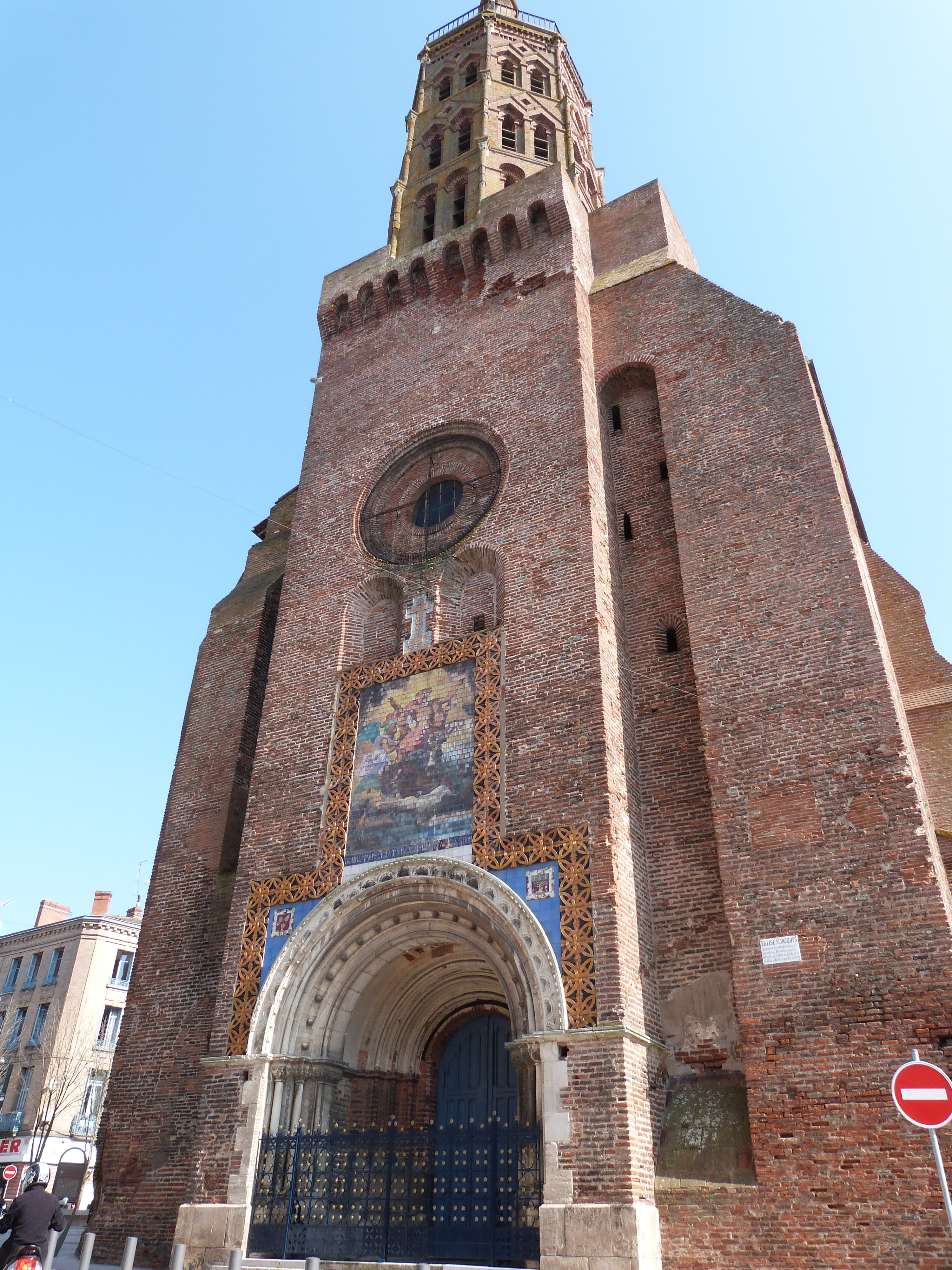
Façade
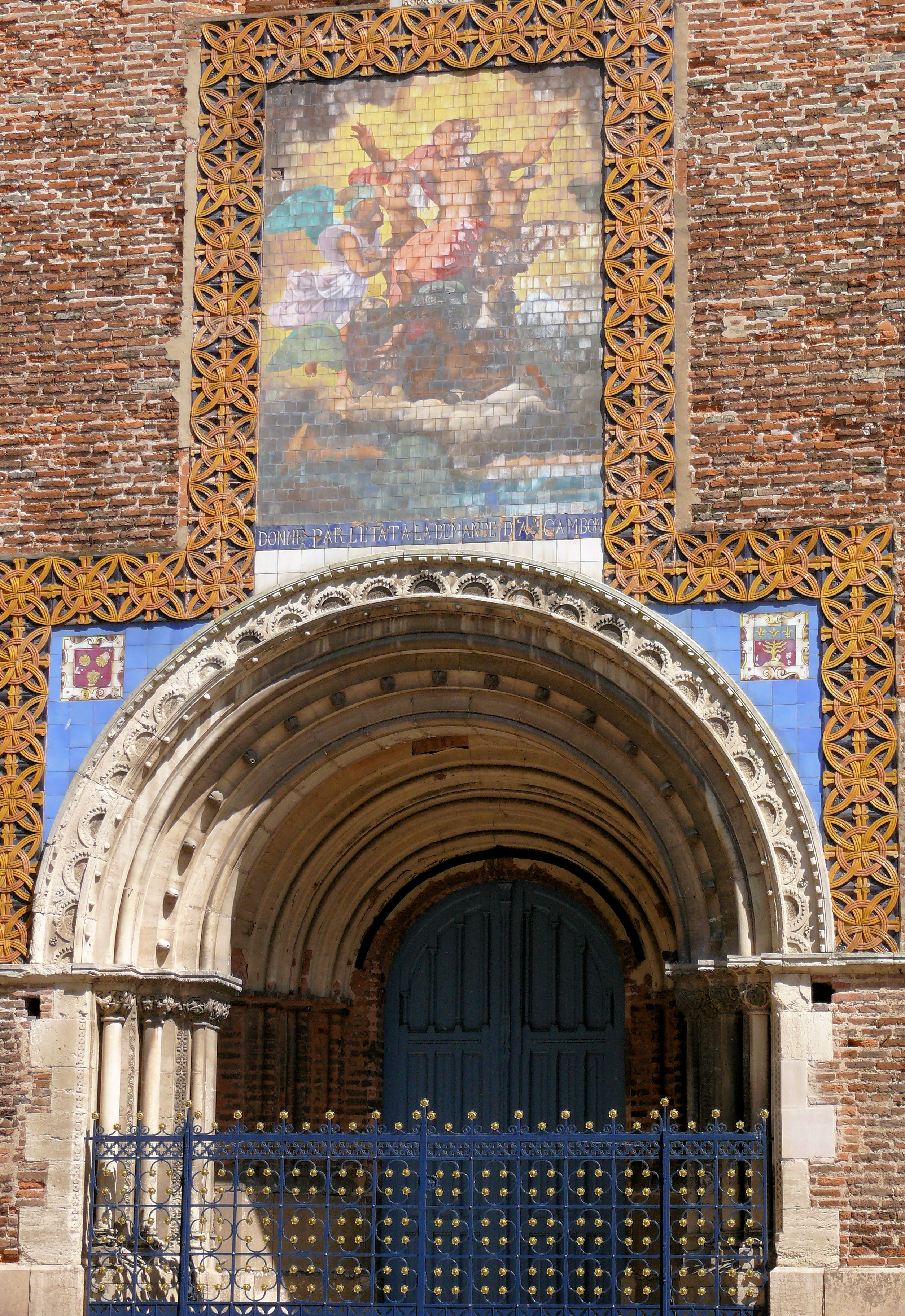
19e-eeuws hoofdportaal
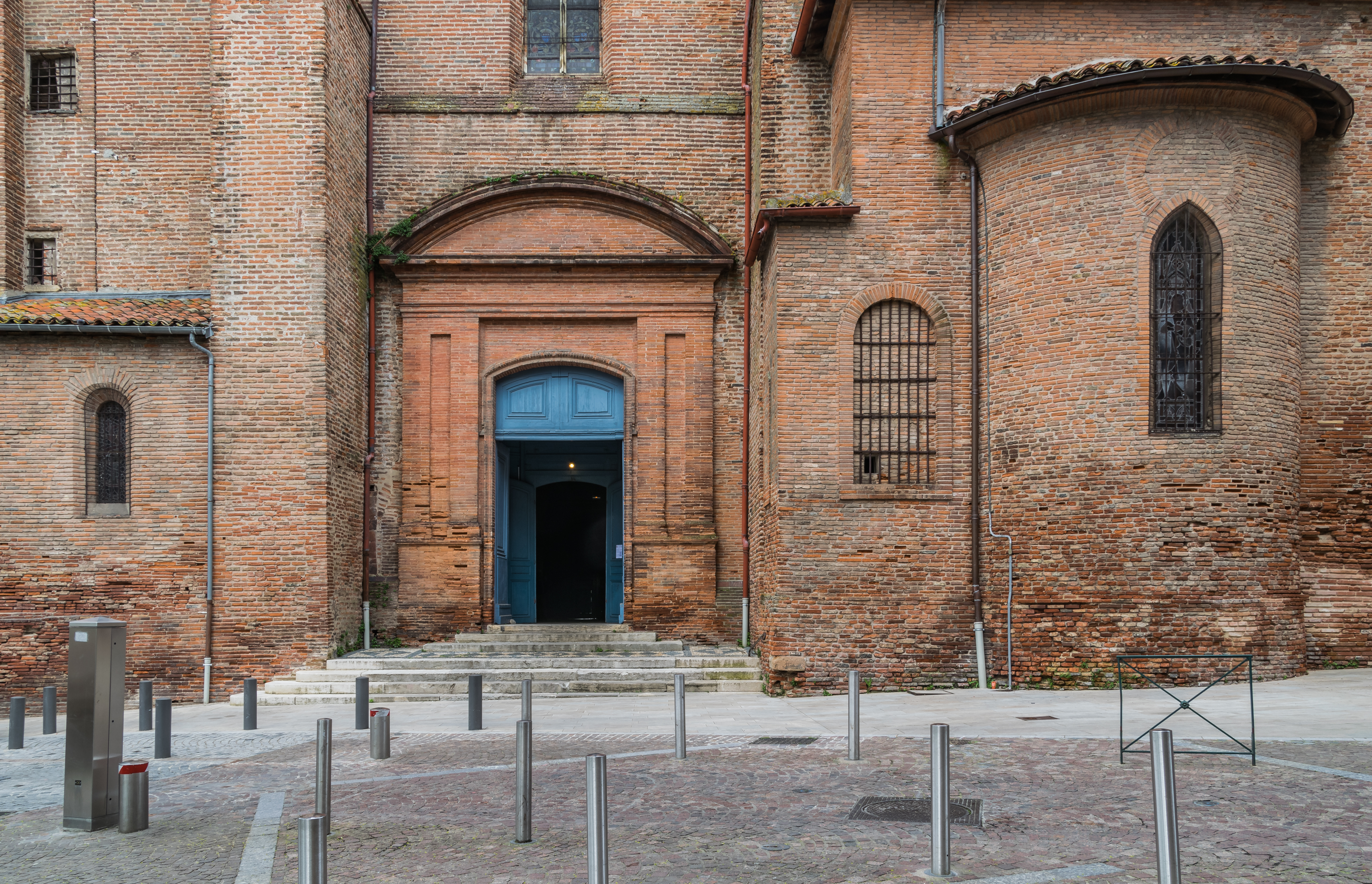
18e-eeuws zijportaal
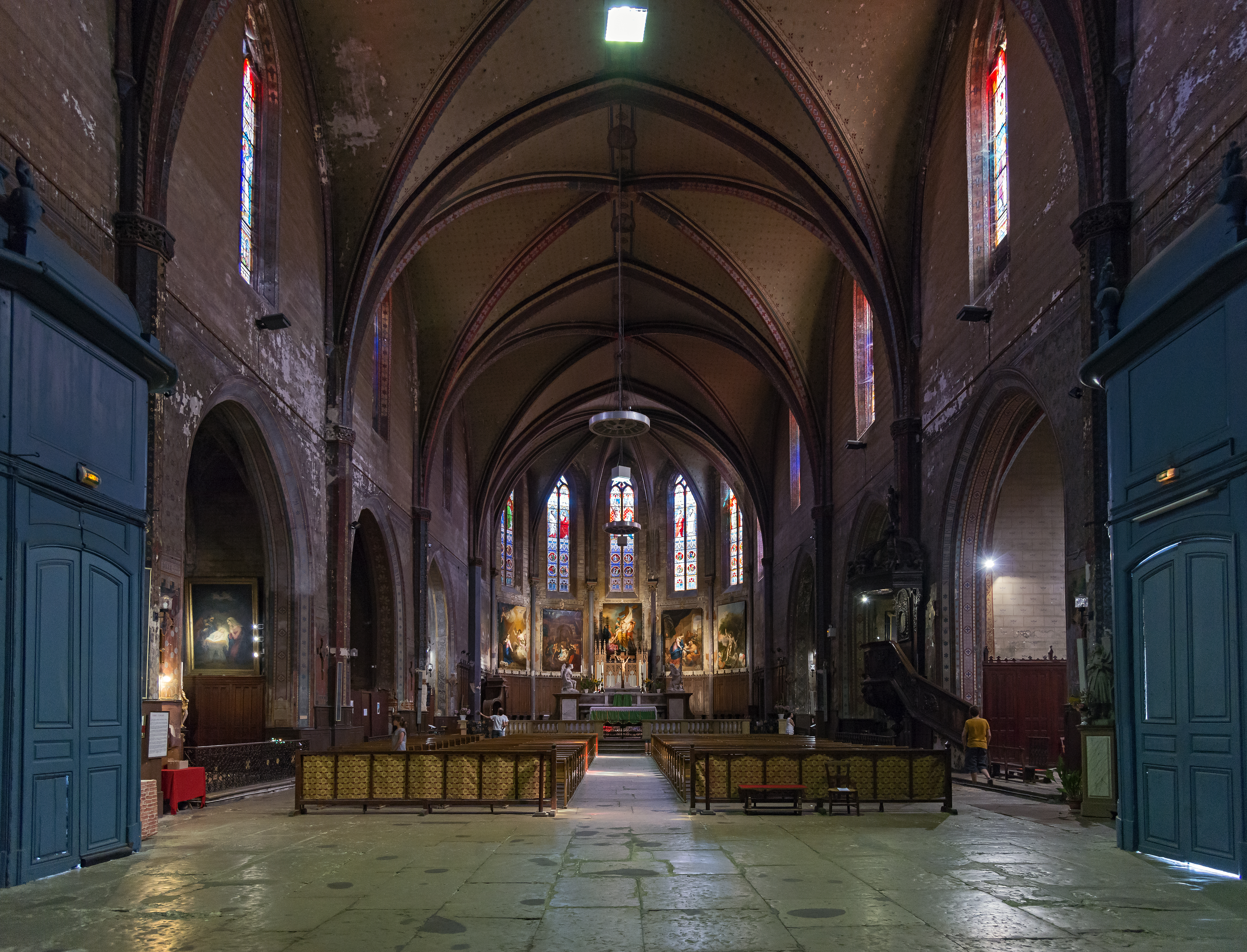
Interieur
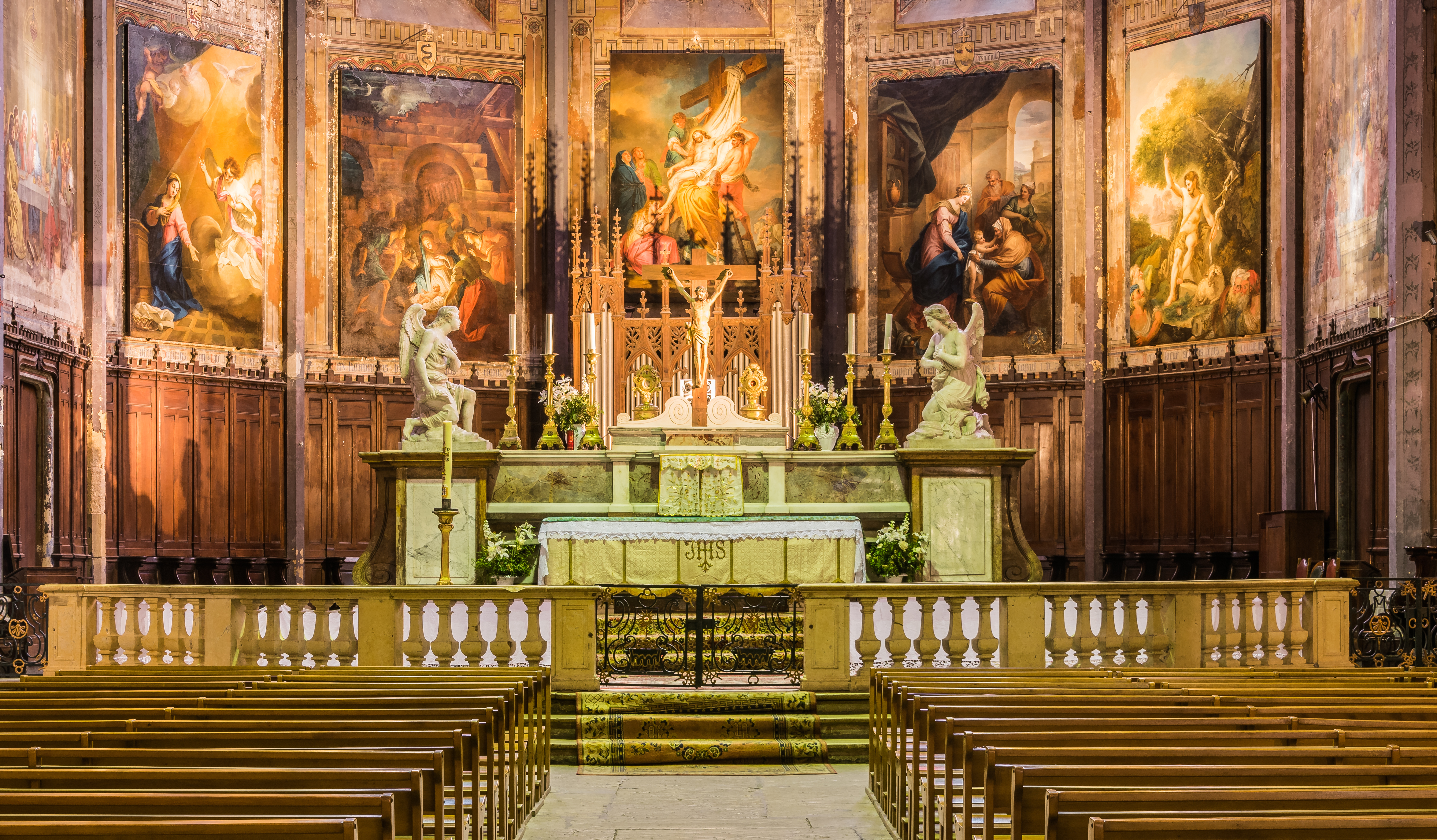
Altaar en abside
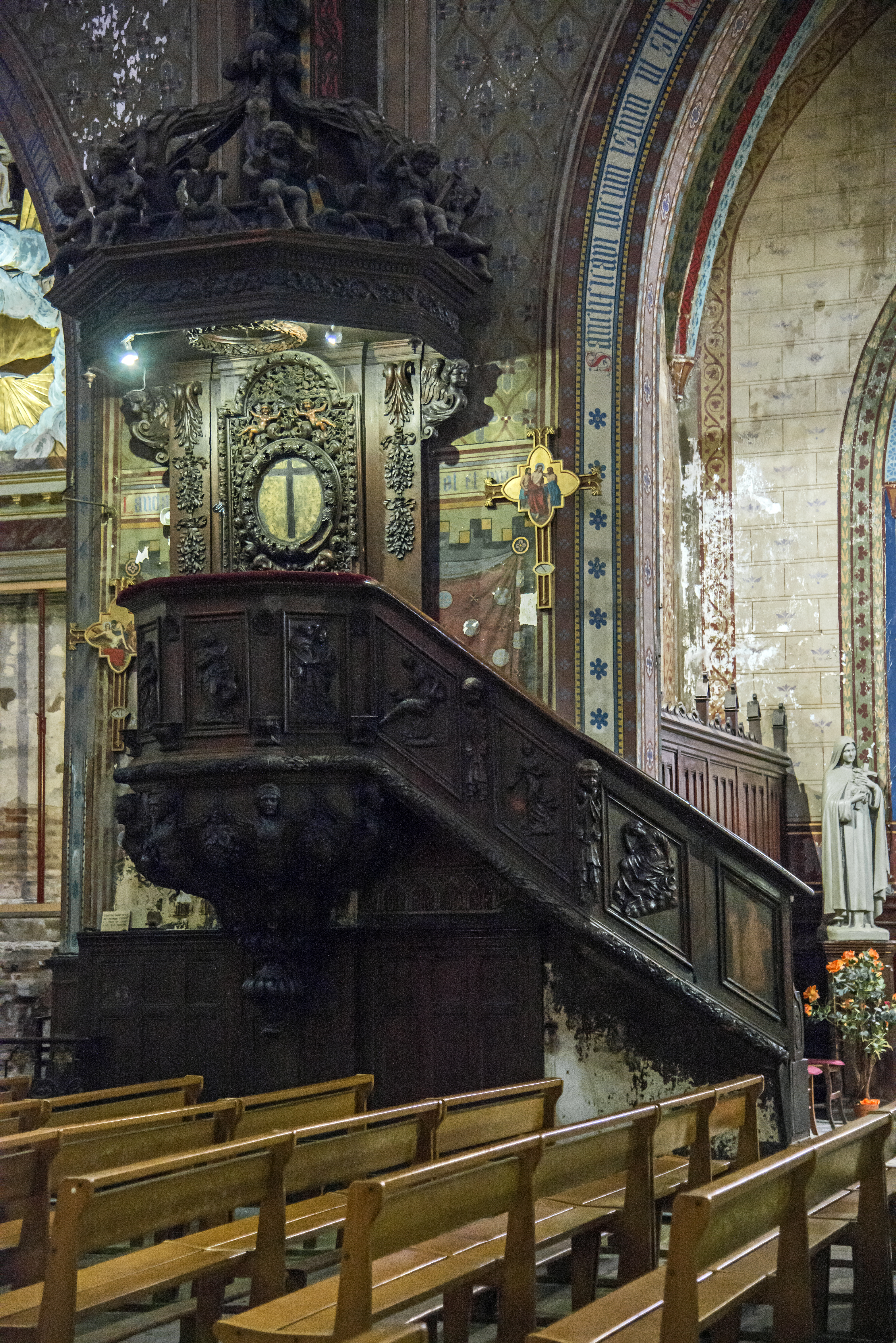
Preekstoel